# نوردرمانی
نور درمانی (Light therapy) یا فتوتراپی (phototherapy) که به‌طور کلاسیک به عنوان هلیودرمانی (heliotherapy) نامیده می‌شد، شامل قرار گرفتن در معرض نور روز یا طول موج خاصی از نور با استفاده از لیزر، دیودهای ساطع‌کننده نور، لامپهای فلورسنت، لامپهای دیکرونیک یا لامپ‌های بسیار روشن، نور تمام-طیف، که معمولاً با دستگاه‌های مختلف کنترل می‌شود، می‌باشد. نور برای مدت زمان تجویز شده و در برخی موارد، در یک زمان خاص از روز تجویز می‌شد.
استفاده مشترک از این واژه با درمان اختلالات پوستی (عمدتاً پسوریازیس)، اختلال خواب و برخی از اختلالات روانی همراه است. نور درمانی هدایت شده به پوست، برای درمان آکنه ولگاریس، اگزما و زردی یا یرقان نوزادان نیز استفاده می‌شود. نور درمانی که شبکیه چشم را مورد هدف قرار می‌دهد در درمان اختلالات ریتم شبانه‌روزی مانند سندرم خواب مرحله‌ای متاخر استفاده می‌شود و همچنین می‌تواند برای درمان اختلال خلقی فصلی، و با حمایت‌هایی برای اختلالات روانی غیر فصلی نیز مورد استفاده قرار گیرد.
دیگر کاربردهای پزشکی نور درمانی شامل کنترل درد، تسریع بهبود زخم، رشد مو، بهبود در خواص خون و گردش خون و بیماری‌ها و اختلالات مرتبط با سینوس نیز می‌شود. بسیاری از این کابردها از درمان با لیزر کم توان و درمان با نور قرمز در محدوده ۶۲۰–۶۶۰ نانومتر استفاده می‌کنند.

## تاریخچه
بسیاری از فرهنگ‌های کهن، از جمله مردم یونان باستان، مصر باستان، و روم باستان است اشکال مختلف هلیودرمانی را استفاده کردند. [۱] مهاجران اینکا، آشوری و مهاجران نخستین آلمانی نیز خورشید را به عنوان خدای آورنده سلامتی پرستش می‌کردند. ادبیات پزشکی هند که تاریخ آن به ۱۵۰۰ پیش از میلاد برمی گردد درمانی مرکب از گیاهان با نور خورشید طبیعی را برای درمان مناطق بدون رنگدانه پوست توصیف می‌کند. درادبیات بودایی از حدود ۲۰۰ میلادی و در اسناد چینی مربوط به قرن دهم منابع مشابه وجود دارد.
پزشک فاروئی، نیلز فینسن به عنوان پدر فتوتراپی مدرن شناخته می‌شود. اولین منبع نور مصنوعی را برای این منظور، ساخت و از اختراع خود برای درمان لوپوس ولگاریس استفاده کرد. جایزه نوبل در فیزیولوژی یا پزشکی را در سال ۱۹۰۳ دریافت کرد.
از آن زمان به بعد یک آرایه بزرگ برای درمان با استفاده از نور کنترل شده توسعه یافته‌است. اگرچه درک عمده مصرف‌کنندگان از «نور درمانی» مربوط به درمان اختلال خلقی فصلی و بیماری‌های پوست مثل پسوریازیس است، کاربردهای دیگر شامل استفاده از لیزر کم توان، نور قرمز، مادون قرمز نزدیک و لامپهای ماوراء بنفش برای کنترل درد، رشد مو، درمان پوست، و تسریع بهبود زخم است.

## مرتبط با پوست

### پسوریازیس
محبوب‌ترین نوع نور درمانی، درمان پسوریازیس با UVB است. ۳ درصد جمعیت از پسوریازیس رنج می‌برند و نور درمانی UVB مؤثرترین درمان برای پسوریازیس می‌باشد.
یکی از ویژگی‌های پسوریازیس التهاب موضعی با واسطه سیستم ایمنی است. اشعه ماوراء بنفش برای سرکوب سیستم ایمنی بدن و کاهش پاسخ‌های التهابی شناخته شده‌است. در نور درمانی برای بیماری‌های پوستی مانند پسوریازیس از امواج نور (UV – A با طول موج ۳۱۵–۴۰۰ نانومتر) UV - B (طول موج ۲۸۰–۳۱۵ نانومتر) استفاده می‌شود. UV - A، در ترکیب با تجویز دارو به صورت خوراکی، به عنوان درمان PUVA شناخته شده‌است.

### آکنه ولگاریس
نور خورشید برای بهبود آکنه از دیرباز شناخته شده بود، و تصور می‌شد این امر باید به دلیل اثرات ضد باکتری و سایر اثرات مربوط به طیف ماوراء بنفش باشد که نمی‌تواند به عنوان یک درمان طولانی مدت به دلیل احتمال آسیب پوست استفاده شود.
مشخص شد که قسمتی از نور بنفش قابل رویت موجود در نور آفتاب (در محدوده ۴۱۵–۴۳۰ نانومتر) پورفیرین (کوپروپورفیرین ۳) را در آکنه پروپیونی باکتریوم فعال می‌کند که سبب آسیب رساندن و در نهایت کشته شدن باکتری‌ها توسط آزادسازی اکسیژن فعال می‌گردد. در مجموع ۳۲۰ ژول بر سانتی‌متر مربع نور در این محدوده سبب می‌شود باکتری‌ها به صورت غیر زنده در آیند.
از آنجا که پورفیرین‌های اندکی به‌طور طبیعی در پوست یافت می‌شود، معتقدند این درمان به جز در بیماران پورفیریا بی‌خطر است. [۵] اگر چه با توجه به مواد شیمیایی حساس به نور در شبکیه، حفاظت از چشم صورت می‌گیرد. این نور معمولاً توسط LEDs فراتابان ایجاد می‌شود. این شیوه درمان توسط FDA برای برخی از سیستم‌های امواج نوری تأیید شده‌است.
به‌طور کلی بهبود متوسط ۷۶ درصد برای ۸۰ ٪ از بیماران طی سه ماه رخ می‌دهد؛ اکثر مطالعات نشان می‌دهد که این شیوه درمان بهتر از بنزوئیل پراکسید است و به مراتب بهتر تحمل می‌شود. با این حال، حدود ۱۰ درصد از افراد تحت این درمان شاهد هیچ بهبودی نمی‌باشند.

### سایر بیماری‌های پوستی
فتوتراپی در درمان اگزما، درماتیت اتوپیک، بثورات نوری پلی مورفیک، ویتیلیگو، لیکن پلان و مایکوزیس فونگوئیدز می‌تواند مؤثر باشد.

### برنزه شدن
برنزه شدن در نتیجه اثرات دو طیف مختلف از اشعه ماوراء بنفش ایجاد می‌شود: UV - A و UV - B.

### بهبود زخم
برای بهبود زخم‌ها، درمان با امواج نوری سرخ پیشنهاد شده‌است. پزشکان در حال بررسی این امر هستند که چگونه این تکنولوژی نوری خاص به التیام زخم‌های دیر التیام یابنده، مانند زخمهای پوستی دیابتی، سوختگی‌های جدی و زخم دهانی شدید ناشی از شیمی درمانی و اشعه کمک می‌کند. این پروژه شامل آزمایشگاه و مطالعات کارآزمایی انسانی، مورد تأیید سازمان غذا و داروی آمریکا و تحت حمایت مالی قرارداد پژوهش نوآورانه تجارت کوچک ناسا از طریق بخش انتقال فناوری در مرکز پروازهای فضایی مارشال در هانتسویل متعلق به ناسا¹، آلا، می‌باشد.
«تا کنون، آنچه که ما در بیماران دیده‌ایم و آنچه که ما در آزمایشگاه کشت سلولی دیده‌ایم، همه به یک نتیجه اشاره دارد،» دکتر هری ولان، استاد مغز و اعصاب اطفال و مدیر طب پرفشار در دانشکده پزشکی ویسکانسین بیان کرد. «نور نزدیک به مادون قرمز ساطع شده از LEDها به نظر می‌رسد برای افزایش انرژی در داخل سلول کاملاً مناسب است. این امر به این معنی است که اگر شما بر روی زمین در یک بیمارستان، مشغول به کار در یک زیردریایی در زیر دریا یا در راه خود به مریخ در داخل سفینه فضایی باشید، LEDها سبب افزایش انرژی به سلول‌ها و تسریع بهبودی می‌گردند.»
پژوهش تحت حمایت ناسا مربوط به دکتر ولان در حال حاضر شاهد نتایج قابل توجهی با استفاده از دیود ساطع‌کننده نوردر تسریع بهبود زخم‌های دردناک دهان ناشی از درمان سرطان مانند پرتودرمانی و شیمی درمانی بوده‌است. درمان سریع و بدون درد است. دستگاه بهبود زخم کوچک، ۳٫۵ اینچ ۴٫۵ اینچ (۸۹ میلی‌متر تا ۱۱۴ - میلی‌مترها)، قابل حمل آرایه مسطح از LED، چیده شده در ردیف‌های بالای یک جعبه کوچک است. یک پزشک پرستار جعبهLED را در خارج از گونه بیمار در حدود یک دقیقه در هر روز قرار می‌دهد. نور قرمز به داخل دهان نفوذ می‌کند، جایی که در آن به نظر می‌رسد باعث تسریع بهبود زخم و جلوگیری از زخم شدن بیشتر در دهان بیمار می‌شود. «بعضی از کودکان که احتمالاً تا به حال به خاطر زخم‌های شدید در دهان خود به صورت داخل وریدی تغذیه شده‌اند قادر به خوردن غذای جامد شده‌اند» دکتر دیوید مارگولیس، یک متخصص سرطان در بیمارستان کودکان ویسکانسین در میلواکی و استادیار طب اطفال در دانشکده پزشکی ویسکانسین ابراز کرد. مارگولیس که بیماران اطفال مبتلا به سرطان او در این مطالعه شرکت دارند، توضیح داد که، «جلوگیری از موکوزیت دهان توانایی بیماران را برای خوردن و نوشیدن بهبود می‌بخشد و همچنین ممکن است خطر ابتلا به عفونت در بیماران با سیستم ایمنی را کاهش دهد.»
در آزمایشگاه، ولان و تیم او نشان داده‌اند که سلول‌های پوست و ماهیچه‌ای که در محیط کشت رشد کرده و در معرض نور مادون قرمز LED قرار گرفته‌اند، نسبت به کشت‌های کنترلی زمینه که توسط نور تحریک نشده‌اند ۱۵۰ تا ۲۰۰ درصد سریع تر رشد کردند. دانشمندان در حال تلاش برای پی بردن به این امر که چگونه سلول‌ها نور را به انرژی تبدیل می‌کنند، و شناسایی این امر که چه طول موج نور در تحریک رشد در انواع مختلفی از سلول مؤثرتر است، می‌باشند.
برخی‌ها می‌گویند که به نظر نمی‌رسد درمان با لیزر کم توان مؤثر باشد، در حالی که دیگران پی بردند که می‌تواند مؤثر باشد. درمان با امواج نور به صورت بالینی در بسیاری از مناطق خارج از ایالات متحده آمریکا از جمله کانادا، اروپا و آسیا استفاده می‌شود.

### درمان فوتودینامیک
این درمان بر این اساس می‌باشد که یک مایع حساس به نور به بدن تزریق می‌شود. این مایع به سلول‌های ناسالم بدن متصل می‌شود. زمانی که از خارج در معرض نور قوی قرار گیرد به جامد تبدیل می‌شود، و در نتیجه سلول‌های ناسالم را می‌کشد.
یکی از درمان‌ها استفاده از نور آبی با اسید آمینولولونیک برای درمان کراتوز اکتینیک می‌باشد. این درمان مورد تأیید FDA ایالات متحده شده برای درمان آکنه ولگاریس نمی‌باشد.

## مرتبط با خلق و خواب

### جعبه‌های نور

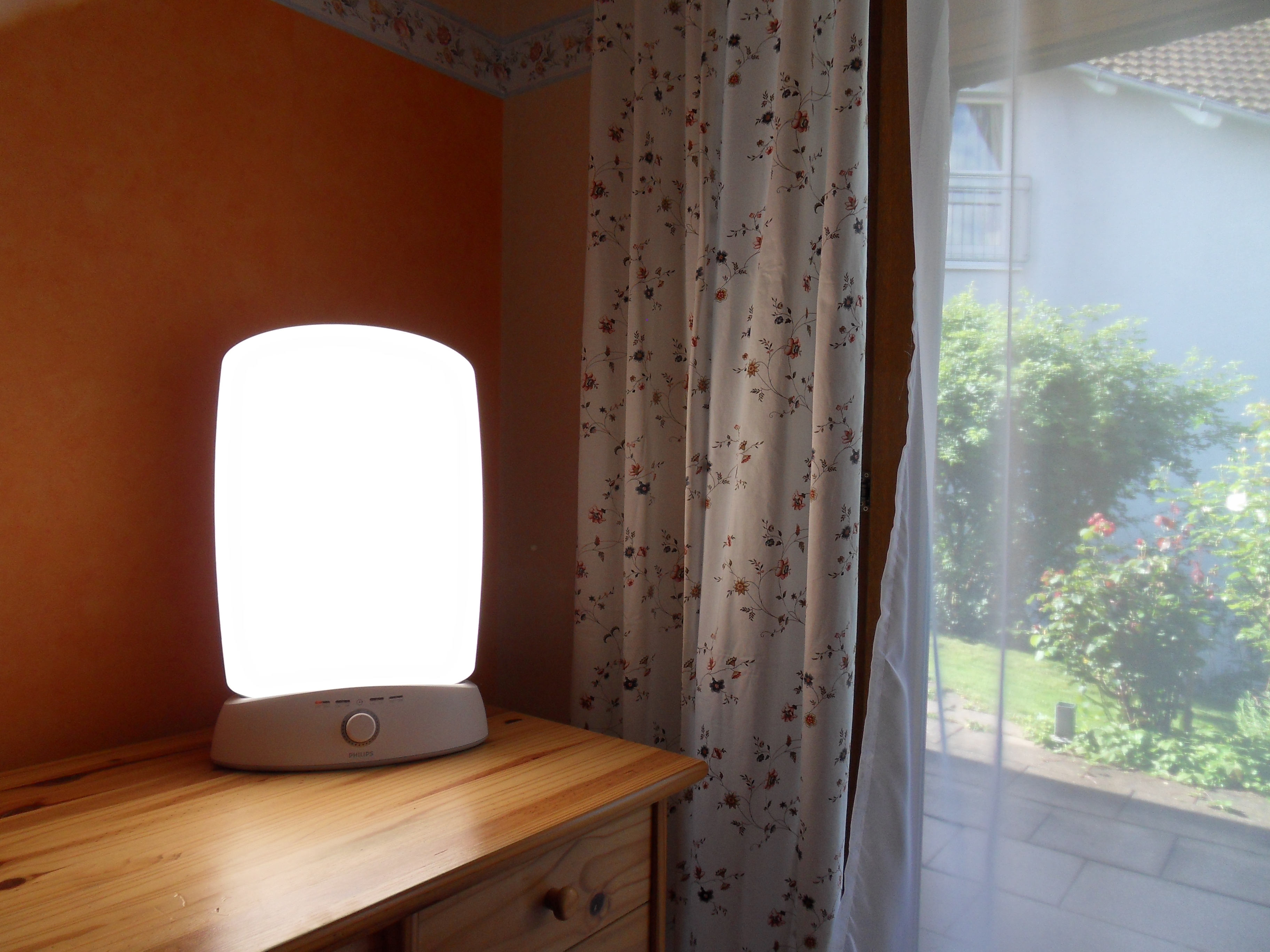
روشنایی و دمای رنگ نور جعبه نور کاملاً شبیه به نور روز است.

تولید هورمون ملاتونین، یک تنظیم‌کننده خواب، توسط نور مهار می‌شود و به واسطه تاریکی توسط سلول‌های گانگلیونی حساس به نور که در شبکیه قرار دارند آزاد می‌گردد. تا حدی معکوس این امر برای سروتونین، که به اختلالات خلقی مرتبط شده‌است درست است. از این رو، جهت دستکاری سطح ملاتونین یا زمان‌بندی آن، جعبه‌های نور با ارائه نوع بسیار خاصی از روشنایی مصنوعی به شبکیه چشم مؤثر هستند.
در نور درمانی یا از جعبه نور که تا ۱۰۰۰۰ لوکس نور از خود ساطع می‌کند، بسیار روشن‌تر ازلامپ‌های رشته‌ای مرسوم است، یا با شدت کمتر از طول موج خاصی از نور از آبی (۴۷۰ نانومتر) به رنگ سبز (۵۲۵ نانومتر) مناطق قابل رویت طیف استفاده می‌شود. در دستگاه‌های جدیدتر نور درمانی از تکنولوژی LED استفاده می‌شود که سبب شده دستگاه‌ها بسیار کوچکتر و راحت‌تر برای کاربران باشند. یک مطالعه در سال ۱۹۹۵ نشان داد که درمان با نور سبز در دوز ۳۵۰ لوکس تولید ملاتونین سرکوب و سبب شیفت فازی معادل ۱۰۰۰۰ لوکس نور درمان با نور سفید می‌گردد، اما مطالعه دیگری که در ماه مه ۲۰۱۰ منتشر شده نشان می‌دهد که نور آبی که اغلب برای درمان اختلال عاطفی فصلی استفاده می‌شود به دلیل احتمال دخالت سلول‌های مخروطی در سرکوب ملاتونین، احتمالاً بایستی توسط نور سبز یا سفید، جایگزین شود.
در درمان، چشم بیمار بایستی در فاصله تجویز شده از منبع نور با نوری که شبکیه را مورد هدف قرار می‌دهد، قرار گیرد. برای این امر نیاز نیست به‌طور مستقیم به نور خیره شود.
مرکز درمان محیطی (www.cet.org) یک سازمان غیرانتفاعی است که در سال ۱۹۹۴ در پاسخ به علاقه پرشتاب بین‌المللی در درمان‌های جدید محیطی تأسیس شد. این مرکز متشکل از یک تیم چند رشته‌ای از محققان و پزشکان برجسته- کارشناسان در سلامت روان، چشم پزشکی و فیزیک نور، مهندسی برق، بیوشیمی، فیزیولوژی و سالمندشناسی - که متعهد به ادغام تلاش خود به سمت توسعه کاربرد درمان‌های مؤثر محیطی هستند.
- با توجه به سه عامل عمده - اثر بخشی بالینی، ایمنی چشم و پوست، و آسایش بصری -CET معیارهای زیر برای انتخاب جعبه نور توصیه می‌کند:
- هر جعبه نوری که خریداری می‌کنید باید با موفقیت در کارآزمایی بالینی کارشناسی شده موردآزمایش قرار گیرد.
- جعبه باید ۱۰۰۰۰ لوکس روشنایی در فاصله راحت نشستن ایجاد کند. مشخصات محصول اغلب فراموش می‌شود یا مورد تأیید قرار نمی‌گیرد.
- لامپ‌های فلورسنت باید یک صفحه صاف منتشرکننده داشته باشند که تشعشعات ماوراء بنفش (UV) را خارج سازد. اشعه UV برای چشمها و پوست مضر است.
- این لامپ‌ها باید به جای نور رنگی نور سفید ساطع کنند. لامپ‌های «طیف کامل» و لامپ‌های آبی رنگ (یا مایل به آبی) هیچ مزیت درمانی شناخته‌ای ارائه نمی‌کنند.
- نور باید به سمت پایین به سمت چشم‌ها با یک زاویه‌ای برای به حداقل رساندن تابش آزاردهنده بصری تابانده شود.
- کوچکتر بهتر نیست: در هنگام استفاده از یک جعبه نور جمع و جور، حتی حرکات کوچک سر سبب خواهند شد تا چشم‌ها از محدوده درمانی نور خارج شوند.

### اختلال خلقی فصلی
در حالی که نور خورشید کامل برای اختلال خلقی فصلی (SAD) [نیازمند منبع] ترجیح داده می‌شود، جعبه‌های نور ممکن است برای درمان این بیماری مؤثر باشند. جعبه‌های نور برای اختلال خلقی فصلی برای فیلتر کردن بیشتر نور UV طراحی شده، که می‌تواند باعث آسیب چشم‌ها و پوست شود. سازمان غذا و داروی آمریکا استفاده از جعبه نور را برای درمان اختلال عاطفی فصلی به دلیل نتایج نامشخص در مطالعات کارآزمایی بالینی مورد تأیید قرار نداده است.
اما هنوزهم درمان با نور به عنوان فرم اصلی درمان اختلالات عاطفی فصلی دیده می‌شود.
نور مستقیم خورشید، منعکس شده به پنجره‌ها ی خانه یا محل کار توسط یک دستگاه آینه‌ای قابل کنترل با کامپیوتر به نامheliostat یا خورشیدتاب نیز به عنوان یک نوع از نور درمانی برای درمان اختلال عاطفی فصلی استفاده می‌شود.
این امکان وجود دارد که پاسخ به درمان با نوردر مورد اختلال عاطفی فصلی، وابسته به فصل باشد.
مبتکر ایرانی این طرح علیرضا احمدیان است:
اثربخشی فوتو توریسم در کنترل علائم اختلال افسردگی فصلی.

### افسردگی غیر فصلی
نور درمانی در درمان افسردگی غیر فصلی و سایر اختلالات روانی، از جمله اختلال افسردگی اساسی، اختلال دو قطبی و افسردگی پس از زایمان نیز پیشنهاد شده‌است. یک فراتحلیل توسط گروه همکاری کوکران به این نتیجه رسید که برای بیماران مبتلا به افسردگی غیر فصلی، نور درمانی اثر ضد افسردگی ملایم اما امیدوارکننده ارائه می‌دهد.

### اختلالات ریتم شبانه‌روزی خواب

#### (اختلالات ریتم شبانه‌روزی خواب) مزمن CRSD
در درمان اختلالات ریتم شبانه‌روزی مانند سندرم خواب مرحله‌ای متاخر (DSPs)، زمان قرار گرفتن در معرض نور بسیار مهم است. برای DSPs، نور باید به زودی پس از بیداری خود به خودی به شبکیه تابانیده شود و تا به اثر مورد نظررسیده شود، همانطوری‌که توسط منحنی پاسخ فاز برای نور در انسان نشان داده شده‌است. برخی از کاربران مفید بودن چراغهایی را که در مدت کوتاهی قبل از بیداری آن‌ها روشن می‌شوند (شبیه‌سازی سحرگاه) گزارش کرده‌اند. استفاده از صبح نیز ممکن است برای سندرم خواب و بیداری غیر- ۲۴- ساعت مؤثر شود، در حالی که استفاده از شب برای سندرم فاز خواب پیشرفته توصیه می‌شود.

#### CRSD موقعیتی
نور درمانی برای افراد نوبت کار و برای تأخیر جت یا عدم تطابق ساعت داخلی بدن آزمایش شده‌است.

## زردی نوزادان

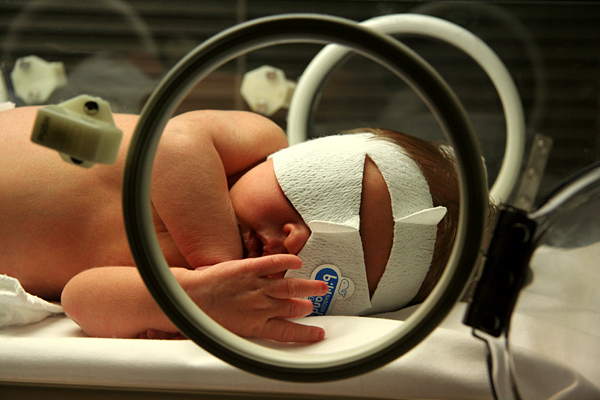
نوزاد تحت فتوتراپی نور سفید برای درمان زردی نوزادان.

نور درمانی برای درمان موارد زردی نوزادان از طریق ایزومریزاسیون بیلی روبین و در نتیجه تبدیل به ترکیباتی که نوزاد بتواند از طریق ادرار و مدفوع (روده) دفع کند استفاده می‌شود. درمان رایج زردی نوزادان نور بیلی است.

## بیماری پارکینسون
درمان با نور درخشان ممکن است سبب تسکین بیماری پارکینسون از طریق ا کاهش لرزش بیمار شود.

## ایمنی
نور فرابنفش باعث آسیب پیشرونده به پوست انسان می‌شود. این امر با آسیب‌های ژنتیکی، آسیب کلاژن، و همچنین تخریب ویتامین A و ویتامین C در پوست و تولید رادیکال‌های آزاد واسطه گری می‌شود. نور فرابنفش نیز به عنوان یک عامل در تشکیل آب مروارید شناخته شده‌است. محققان این مطلب را که آیا با محدود کردن قرارگیری در معرض نور آبی می‌توان خطر ابتلا به انحطاط ناحیه ماکولا وابسته به سن را کاهش داد را مورد سؤال قرار داده‌اند.
لامپ‌های فتوتراپی مدرن مورد استفاده در درمان اختلال خلقی فصلی و اختلالات خواب یا نورماوراء بنفش را خارج (فیلتر) می‌کنند یا نور ماوراء بنفش را ساطع نمی‌کنند، برای اهداف در نظر گرفته شده تا زمانی که داروهای حساس به نور خورده نشود و درعدم وجود هر گونه بیماری چشم بی‌خطر و مؤثر محسوب می‌شوند. نور درمانی درمان تغییر خلق و خوی است و فقط در صورتی که با مصرف دارو همراه شود، امکان به وجود آمدن یک حالت مانیک، اضطراب و عوارض جانبی دیگر از وضعیت افسردگی وجود دارد. در حالی که این عوارض جانبی معمولاً قابل کنترل است، توصیه می‌شود که بیماران به جای اقدام به خود درمانی، پرتو درمانی را تحت نظارت پزشک با تجربه انجام دهند.
گزارش شده‌است که درمان با نور درخشان ممکن است تولید هورمون‌های تولید مثل مانند تستوسترون، هورمون جسم زرد، هورمون محرک فولیکول، و استرادیول را فعال کند.
موارد منع مصرف مطلق اندکی به درمان با نور وجود دارد، اگرچه در برخی شرایطی لازم است احتیاط صورت گیرد. این موارد عبارتند از وقتی یک بیمار دچار بیماری است که ممکن است چشمان وی را به سمیت در مقابل نور بیشتر آسیب پذیرکند، گرایش به شیدایی مانیا داشته باشد، یا یک گیاه (مانند مخمر سنت جان) یا داروی حساس‌کننده به نور مصرف کرده باشد. بیماران مبتلا به پورفیریا باید از بسیاری از اشکال نور درمانی اجتناب کنند. بیماران مصرف‌کننده برخی داروها مثل کلروکین یا متوترکسات باید در استفاده از نور درمانی احتیاط کنند زیرا احتمال دارد که این داروها باعث پورفیریا شوند.

## عوارض جانبی
عوارض جانبی پرتو درمانی برای اختلالات خواب مرحله‌ای عبارتند از: بیقراری یا عصبانیت، سردرد، و حالت تهوع. برخی از شکایات جسمی غیر افسردگی (مانند ضعف بینایی و راش پوستی یا سوزش) ممکن است با پرتو درمانی را بهبود یابد.